# Montours
Montours (bret. Montourz) – miejscowość i dawna gmina we Francji, w regionie Bretania, w departamencie Ille-et-Vilaine. W 2013 roku populacja gminy wynosiła 1089 mieszkańców. 
W dniu 1 stycznia 2017 roku z połączenia trzech ówczesnych gmin – Coglès, Montours oraz La Selle-en-Coglès – utworzono nową gminę Les Portes-du-Coglais. Siedzibą gminy została miejscowość Montours. 